# Доммартен (Эн)
Доммарте́н (фр. Dommartin) — коммуна во Франции, находится в регионе Рона — Альпы. Департамент коммуны — Эн. Входит в состав кантона Баже-ле-Шатель. Округ коммуны — Бург-ан-Бресс.
Код коммуны — 01144.

## Население
Население коммуны на 2010 год составляло 841 человек.
| 1962 | 1968 | 1975 | 1982 | 1990 | 1999 | 2010 |
| ---- | ---- | ---- | ---- | ---- | ---- | ---- |
| 671  | 598  | 528  | 517  | 537  | 597  | 841  |